# مپنزولات
مپنزولات (انگلیسی: Mepenzolate) یک داروی ضد موسکارینی است.